# Gaspar de Bracamonte y Guzmán
Gaspar de Bracamonte y Guzmán, registrato nell'archivio di stato italiano come Gaspare di Baiamonte (Peñaranda de Bracamonte, 1595 – Madrid, 14 dicembre 1676), è stato un diplomatico spagnolo.

## Biografia
Terzo Conte di Peñaranda, traeva il suo titolo dal villaggio di Peñaranda de Bracamonte sito in Spagna nei pressi di Salamanca. Proveniva da una delle più antiche e nobili famiglie di Spagna, i Guzman, famiglia presente nella storia del paese attraverso vari rami e vari esponenti, molti dei quali furono protagonisti anche della storia d'Italia, in particolare del Ducato di Milano e del Regno di Napoli. 
Era figlio di Alonso di Bracamonte, primo Conte di Peñaranda e precettore del Re di Spagna. Sposò la nipote María de Bracamonte, figlia del fratello maggiore Balthazar Emmanuel, secondo Conte di Peñaranda. Ebbero un figlio, Gregorio, quarto Conte di Peñaranda, che morì senza discendenti nel 1689.
Fu a capo della delegazione spagnola alla Pace di Vestfalia nel 1648 per conto del re di Spagna, Filippo IV. Dal 1659 al 1664 fu Viceré di Napoli ed in seguito, dopo la morte del Re nel 1665 fu uno dei reggenti del regno di Spagna e consigliere della Regina vedova Marianna d'Austria, che aveva la reggenza per conto del figlio Carlo. Fu anche presidente del Consiglio delle Indie.
Il figlio Gregorio lasciò tutte le sue fortune in eredità al Convento delle Carmelitane di Peñaranda che tuttora conserva la migliore collezione di quadri e bronzi di arte italiana, ed in particolare di fattura napoletana, esistente nella zona.
Lo stemma dei "Bracamontes", analogo a quello dei francesi "Bracquemont", rappresenta un martello che batte su un monte stilizzato.

## Fonti
- Biografia de Don Gaspar de Bracamonte y Guzman, da Istoria del colegio viejo de San Bartolomé en Madrid, A. Ortega, 1766
- Ayuntamiento de Peñaranda de Bracamonte, official website.